# 皇家燧發槍軍團
皇家燧發槍團（英語：Royal Regiment of Fusiliers）是英國陸軍的步兵團。直屬於女王師。目前，該團有兩個營: 第1營是一個正規軍的機械化步兵營，總部設在威爾特郡的蒂德沃思營，第5營是一支預備役部隊，傳統上燧發槍兵會在整個英格蘭地區招募新兵。皇家燧發槍團編制未受到2004年12月宣佈的步兵重組的影響，但在陸軍2020改革計劃，第2營在陸軍縮減規模的情況下於2014年併入到第1營中。

## 編制

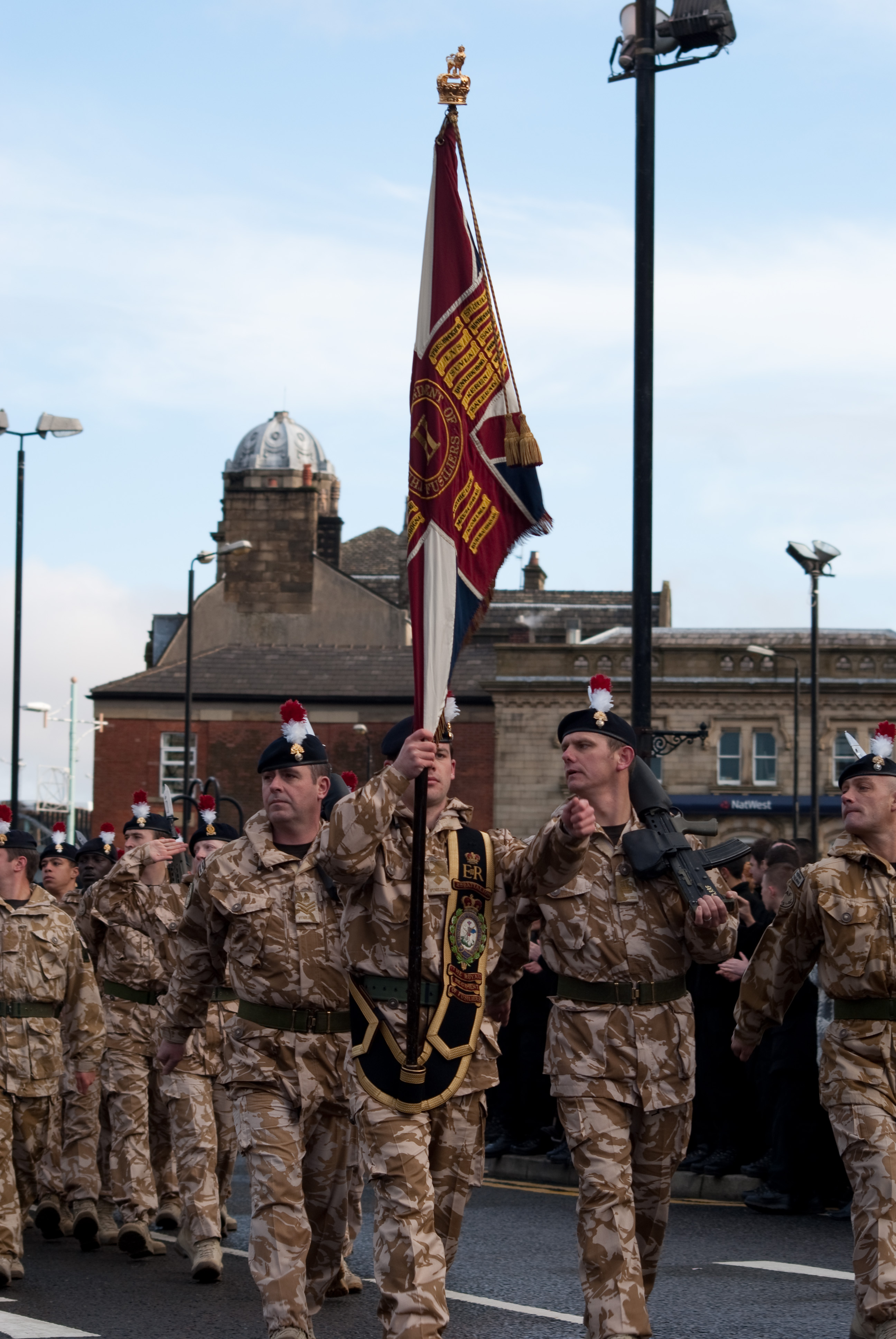
燧發槍兵正步操進羅奇代爾

皇家燧發槍團作為英國陸軍改革的一部分於1968年4月23日成軍，新兵團通過合併四個英格蘭的燧發槍兵團建立了一個大型編制的步兵團。
合併的四個兵團包括:
- 皇家諾森柏蘭燧發槍團
- 皇家窩域郡燧發槍團（英语：Royal Warwickshire Regiment）
- 皇家燧發槍(倫敦市兵團)（英语：Royal Fusiliers）
- 蘭開夏郡燧發槍團（英语：Lancashire Fusiliers）

### 第一營
第1營是一個機械化步兵營，總部設在威爾特郡的蒂德沃思營。是陸軍第3師兵力的一部分，第1營經常處於高度戒備狀態並配備了武士步兵戰車作為陸軍裝甲作戰預備隊的一部分。2016年該營是陸軍裝甲戰鬥群的一員，部隊需要在處於極高的戒備狀態，並且在接到通知後迅速在世界任何地方部署。第1營作戰經驗豐富，在過去二十年多次部署到波士尼亞，北愛爾蘭，伊拉克和阿富汗等地。當第2營在2014年合併到第1營時，許多經驗較豐富的第2營士兵加入，從而增加了部隊內部的作戰經驗。 最近第一營持續部署到世界各地，在汶萊、肯亞、波羅的海國家和加拿大等不同地方進行演習。第一營還會支援英國的民間力量。該營的大批人員被部署到雷斯貝利和周邊地區，以援助水災救助工作。 2016年該營在決賽中擊敗傘兵團第二營贏得了陸軍拳擊錦標賽。

### 第五營
第5營是預備役營，總部在英格蘭東北部。作為第3師內的一個營，第5營專門從事機械化步兵的行動，既作為一個建制單位，又作為個人增編到第1營，並部署在世界各地執行任務和進行演習。
第五燧發槍營在以下地點的子單位：:
- 總部 - 紐卡素
- A連 - 伯明翰
- C(倫敦市)連 - 巴勒姆與布勒希斯
- X連- 紐卡素與赫克瑟姆
- Z連- 阿尼克與克拉姆靈頓
- 偵察排（英语：Reconnaissance） - 阿尼克
- 反坦克排 - 布勒希斯
- W(加里波利)連 - 貝利